# Кубок Греції з футболу 2025—2026
Кубок Греції 2025-26 — 84-й розіграш Кубка Греції. Титул захищає Олімпіакос.

## Календар
| Раунд          | Дата                        | Матчі | Клуби  |
| -------------- | --------------------------- | ----- | ------ |
| Перший раунд   | 18–20 серпня 2025           | 11    | →      |
| Груповий раунд | 16 вересня – 18 грудня 2025 | 40    | →      |
| Плей-оф        | 6–8 січня 2026              | 4     | 12 → 8 |
| 1/4 фіналу     | 13–15 січня 2026            | 4     | 8 → 4  |
| 1/2 фіналу     | 2–12 лютого 2026            | 4     | 4 → 2  |
| Фінал          | 25 квітня 2026              | 1     | 2 → 1  |